# Duva bicolor
Duva bicolor is een zachte koraalsoort uit de familie Nephtheidae. De koraalsoort komt uit het geslacht Duva. Duva bicolor werd in 1951 voor het eerst wetenschappelijk beschreven door Utinomi. 